# Bosnien-Hercegovina i Eurovision Song Contest
Bosnien-Hercegovina debuterede som selvstændig nation i Eurovision Song Contest i 1993 efter at have deltaget som en del af Jugoslavien til og med 1991. Landets foreløbig bedste placering var i 2006, hvor sangeren Hari Mata Hari fik en tredjeplads med sangen "Lejla".
Siden indførelsen af semifinaler i 2004 har Bosnien-Hercegovina som det eneste tidligere jugoslaviske land været i finalen hvert år, de har deltaget. Landet valgte imidlertid ikke at deltage i 2013 og 2014 af økonomiske årsager.

## Repræsentanter
Nøgle
     Vinder
     Anden plads
     Tredje plads
     Sidste plads
     Deltager valgt, men konkurrerede ikke
| År                           | Kunstner                                              | Sang                                  | Sprog             | Oversættelse                | Finale            | Point             | Semi              | Point             |
| ---------------------------- | ----------------------------------------------------- | ------------------------------------- | ----------------- | --------------------------- | ----------------- | ----------------- | ----------------- | ----------------- |
| 1993                         | Fazla                                                 | "Sva bol svijeta"                     | Bosnisk           | Al smerten i verden         | 16                | 27                | 2                 | 52                |
| 1994                         | Alma & Dejan                                          | "Ostani kraj mene"                    | Bosnisk           | Bliv ved min side           | 15                | 39                | Ingen semifinaler | Ingen semifinaler |
| 1995                         | Davorin Popović                                       | "Dvadeset prvi vijek"                 | Bosnisk           | Det 21. århundrede          | 19                | 14                | Ingen semifinaler | Ingen semifinaler |
| 1996                         | Amila Glamočak                                        | "Za našu ljubav"                      | Bosnisk           | For vores kærlighed         | 22                | 13                | 19                | 30                |
| 1997                         | Alma Čardžić                                          | "Goodbye"                             | Bosnisk           | Farvel                      | 18                | 22                | Ingen semifinaler | Ingen semifinaler |
| Deltog ikke i 1998           |                                                       |                                       |                   |                             |                   |                   |                   |                   |
| 1999                         | Dino & Beatrice                                       | "Putnici"                             | Bosnisk, fransk   | Rejsende                    | 7                 | 86                | Ingen semifinaler | Ingen semifinaler |
| Deltog ikke i 2000           |                                                       |                                       |                   |                             |                   |                   |                   |                   |
| 2001                         | Nino Pršeš                                            | "Hano"                                | Bosnisk, engelsk  | Hana                        | 14                | 29                | Ingen semifinaler | Ingen semifinaler |
| 2002                         | Maja Tatić                                            | "Fairytales About Love"               | Serbisk, engelsk  | Eventyr om kærlighed        | 13                | 33                | Ingen semifinaler | Ingen semifinaler |
| 2003                         | Mija Martina                                          | "Ne brini"                            | Kroatisk, engelsk | Lad være med at bekymre dig | 16                | 27                | Ingen semifinaler | Ingen semifinaler |
| 2004                         | Deen                                                  | "In the Disco"                        | Engelsk           | På diskoteket               | 9                 | 91                | 7                 | 133               |
| 2005                         | Feminnem                                              | "Call Me"                             | Engelsk           | Ring til mig                | 14                | 79                | Top 10 året før   | Top 10 året før   |
| 2006                         | Hari Mata Hari                                        | "Lejla"                               | Bosnisk           | Lejla                       | 3                 | 229               | 2                 | 267               |
| 2007                         | Marija Šestić                                         | "Rijeka bez imena" (Ријека без имена) | Serbisk           | Flod uden navn              | 11                | 106               | Top 10 året før   | Top 10 året før   |
| 2008                         | Elvir Laković Laka                                    | "Pokušaj"                             | Bosnisk           | Prøv                        | 10                | 110               | 9                 | 72                |
| 2009                         | Regina                                                | "Bistra voda"                         | Bosnisk           | Klart vand                  | 9                 | 106               | 3                 | 125               |
| 2010                         | Vukasin Brajic                                        | "Thunder and Lightning"               | Engelsk           | Torden og lyn               | 17                | 51                | 8                 | 59                |
| 2011                         | Dino Merlin                                           | "Love in Rewind"                      | Engelsk, bosnisk  | Kærlighed i tilbagespoling  | 6                 | 125               | 5                 | 109               |
| 2012                         | Maya Sar                                              | "Korake ti znam"                      | Bosnisk           | Jeg kender dine trin        | 18                | 55                | 6                 | 77                |
| Deltog ikke mellem 2013-2015 |                                                       |                                       |                   |                             |                   |                   |                   |                   |
| 2016                         | Dalal Midhat-Talakić, Fuad Backović-Deen & Ana Rucner | "Ljubav je"                           | Bosnisk           | Kærlighed er                | Ikke kvalificeret | Ikke kvalificeret | 11                | 104               |
| Har ikke deltaget siden 2016 |                                                       |                                       |                   |                             |                   |                   |                   |                   |

## Repræsentanter fra Bosnien-Hercegovina som del af Jugoslavien
| År   | Kunstner                         | Sang                      | Sprog    | Oversættelse                   | Placering |
| ---- | -------------------------------- | ------------------------- | -------- | ------------------------------ | --------- |
| 1964 | Sabahudin Kurt                   | "Život je sklopio krug"   | Bosnisk  | Livet er blevet en cirkel      | 13        |
| 1968 | Luči Kapurso & Hamo Hajdarhodžić | "Jedan dan"               | Kroatisk | En dag                         | 7         |
| 1973 | Zdravko Čolić                    | "Gori Vatra"              | Bosnisk  | Ilden brænder                  | 15        |
| 1976 | Ambasadori                       | "Ne mogu skriti svoj bol" | Bosnisk  | Jeg kan ikke skjule min smerte | 17        |
| 1981 | Seid Memić-Vajta                 | "Lejla"                   | Bosnisk  | Lejla                          | 15        |

## Pointstatistik (1993-2016)

### Flest point til og fra - top 5
NB: Kun point givet i finalerne er talt med.
| Bosnien-Hercegovina har givet flest point til | Bosnien-Hercegovina har givet flest point til | Bosnien-Hercegovina har givet flest point til |
| Placering                                     | Land                                          | Point                                         |
| --------------------------------------------- | --------------------------------------------- | --------------------------------------------- |
| 1                                             | Kroatien                                      | 115                                           |
| 2                                             | Tyrkiet                                       | 95                                            |
| 3                                             | Serbien                                       | 76                                            |
| 4                                             | Slovenien                                     | 61                                            |
| 5                                             | Frankrig                                      | 59                                            |

| Bosnien-Hercegovina har modtaget flest point fra | Bosnien-Hercegovina har modtaget flest point fra | Bosnien-Hercegovina har modtaget flest point fra |
| Placering                                        | Land                                             | Point                                            |
| ------------------------------------------------ | ------------------------------------------------ | ------------------------------------------------ |
| 1                                                | Kroatien                                         | 144                                              |
| 2                                                | Tyrkiet                                          | 129                                              |
| 3                                                | Slovenien                                        | 100                                              |
| 4                                                | Sverige                                          | 74                                               |
| =                                                | Østrig                                           | 74                                               |

### 12 point til og fra
NB: Kun 12 point givet i finalerne er talt med.
| Bosnien-Hercegovina har modtaget 12 point fra | Bosnien-Hercegovina har modtaget 12 point fra                                                  | Bosnien-Hercegovina har modtaget 12 point fra |
| År                                            | Jury                                                                                           | Televoting                                    |
| --------------------------------------------- | ---------------------------------------------------------------------------------------------- | --------------------------------------------- |
| 1993                                          | Tyrkiet                                                                                        | Ingen separat televoting                      |
| 1999                                          | Østrig                                                                                         | Ingen separat televoting                      |
| 2003                                          | Tyrkiet                                                                                        | Ingen separat televoting                      |
| 2006                                          | Albanien, Kroatien, Monaco, Nordmakedonien, Schweiz, Serbien og Montenegro, Slovenien, Tyrkiet | Ingen separat televoting                      |
| 2008                                          | Kroatien, Serbien                                                                              | Ingen separat televoting                      |
| 2009                                          | Kroatien, Montenegro, Serbien                                                                  | Ingen separat televoting                      |
| 2010                                          | Serbien                                                                                        | Ingen separat televoting                      |
| 2011                                          | Nordmakedonien, Schweiz, Serbien, Slovenien, Østrig                                            | Ingen separat televoting                      |

| Bosnien-Hercegovina har givet 12 point til | Bosnien-Hercegovina har givet 12 point til | Bosnien-Hercegovina har givet 12 point til |
| År                                         | Jury                                       | Televoting                                 |
| ------------------------------------------ | ------------------------------------------ | ------------------------------------------ |
| 1993                                       | Østrig                                     | Ingen separat televoting                   |
| 1994                                       | Malta                                      | Ingen separat televoting                   |
| 1995                                       | Malta                                      | Ingen separat televoting                   |
| 1996                                       | Irland                                     | Ingen separat televoting                   |
| 1997                                       | Tyrkiet                                    | Ingen separat televoting                   |
| 1999                                       | Sverige                                    | Ingen separat televoting                   |
| 2001                                       | Frankrig                                   | Ingen separat televoting                   |
| 2002                                       | Sverige                                    | Ingen separat televoting                   |
| 2003                                       | Tyrkiet                                    | Ingen separat televoting                   |
| 2004                                       | Serbien og Montenegro                      | Ingen separat televoting                   |
| 2005                                       | Kroatien                                   | Ingen separat televoting                   |
| 2006                                       | Kroatien                                   | Ingen separat televoting                   |
| 2007                                       | Serbien                                    | Ingen separat televoting                   |
| 2008                                       | Serbien                                    | Ingen separat televoting                   |
| 2009                                       | Kroatien                                   | Ingen separat televoting                   |
| 2010                                       | Serbien                                    | Ingen separat televoting                   |
| 2011                                       | Slovenien                                  | Ingen separat televoting                   |
| 2012                                       | Nordmakedonien                             | Ingen separat televoting                   |
| 2016                                       | Ukraine                                    | Serbien                                    |

### Flest point til og fra - alle lande
NB: Kun point givet i finalerne er talt med.
| Bosnien-Hercegovina har givet point til | Bosnien-Hercegovina har givet point til | Bosnien-Hercegovina har givet point til |
| Placering                               | Land                                    | Point                                   |
| --------------------------------------- | --------------------------------------- | --------------------------------------- |
| 1                                       | Kroatien                                | 115                                     |
| 2                                       | Tyrkiet                                 | 95                                      |
| 3                                       | Serbien                                 | 76                                      |
| 4                                       | Slovenien                               | 61                                      |
| 5                                       | Frankrig                                | 59                                      |
| 6                                       | Sverige                                 | 52                                      |
| 7                                       | Malta                                   | 46                                      |
| 8                                       | Irland                                  | 45                                      |
| 9                                       | Nordmakedonien                          | 43                                      |
| 10                                      | Grækenland                              | 42                                      |
| 11                                      | Østrig                                  | 40                                      |
| 12                                      | Ukraine                                 | 38                                      |
| 13                                      | Aserbajdsjan                            | 34                                      |
| 14                                      | Storbritannien                          | 33                                      |
| =                                       | Tyskland                                | 33                                      |
| 16                                      | Norge                                   | 32                                      |
| 17                                      | Spanien                                 | 30                                      |
| 18                                      | Israel                                  | 29                                      |
| =                                       | Rusland                                 | 29                                      |
| 20                                      | Polen                                   | 25                                      |
| 21                                      | Serbien og Montenegro                   | 22                                      |
| 22                                      | Albanien                                | 21                                      |
| 23                                      | Estland                                 | 18                                      |
| =                                       | Holland                                 | 18                                      |
| 25                                      | Australien                              | 13                                      |
| =                                       | Rumænien                                | 13                                      |
| 27                                      | Italien                                 | 12                                      |
| 28                                      | Bulgarien                               | 11                                      |
| =                                       | Finland                                 | 11                                      |
| 30                                      | Belgien                                 | 10                                      |
| 31                                      | Armenien                                | 8                                       |
| =                                       | Danmark                                 | 8                                       |
| 33                                      | Tjekkiet                                | 6                                       |
| 34                                      | Georgien                                | 5                                       |
| =                                       | Letland                                 | 5                                       |
| =                                       | Ungarn                                  | 5                                       |
| 37                                      | Hviderusland                            | 4                                       |
| =                                       | Moldova                                 | 4                                       |
| =                                       | Schweiz                                 | 4                                       |
| 40                                      | Litauen                                 | 2                                       |
| =                                       | Portugal                                | 2                                       |
| 42                                      | Island                                  | 1                                       |
| 43                                      | Andorra                                 | 0                                       |
| =                                       | Cypern                                  | 0                                       |
| =                                       | Jugoslavien                             | 0                                       |
| =                                       | Luxembourg                              | 0                                       |
| =                                       | Marokko                                 | 0                                       |
| =                                       | Monaco                                  | 0                                       |
| =                                       | Montenegro                              | 0                                       |
| =                                       | San Marino                              | 0                                       |
| =                                       | Slovakiet                               | 0                                       |

| Bosnien-Hercegovina har modtaget point fra | Bosnien-Hercegovina har modtaget point fra | Bosnien-Hercegovina har modtaget point fra |
| Placering                                  | Land                                       | Point                                      |
| ------------------------------------------ | ------------------------------------------ | ------------------------------------------ |
| 1                                          | Kroatien                                   | 144                                        |
| 2                                          | Tyrkiet                                    | 129                                        |
| 3                                          | Slovenien                                  | 100                                        |
| 4                                          | Sverige                                    | 74                                         |
| =                                          | Østrig                                     | 74                                         |
| 6                                          | Nordmakedonien                             | 66                                         |
| 7                                          | Serbien                                    | 61                                         |
| 8                                          | Schweiz                                    | 56                                         |
| 9                                          | Norge                                      | 52                                         |
| 10                                         | Danmark                                    | 49                                         |
| 11                                         | Albanien                                   | 48                                         |
| 12                                         | Holland                                    | 45                                         |
| 13                                         | Frankrig                                   | 39                                         |
| 14                                         | Montenegro                                 | 35                                         |
| =                                          | Tyskland                                   | 35                                         |
| 16                                         | Finland                                    | 25                                         |
| 17                                         | Serbien og Montenegro                      | 22                                         |
| 18                                         | Malta                                      | 18                                         |
| =                                          | Slovakiet                                  | 18                                         |
| 20                                         | Monaco                                     | 16                                         |
| 21                                         | Bulgarien                                  | 13                                         |
| 22                                         | Spanien                                    | 11                                         |
| 23                                         | Ukraine                                    | 10                                         |
| 24                                         | Grækenland                                 | 9                                          |
| =                                          | Polen                                      | 9                                          |
| 26                                         | Belgien                                    | 8                                          |
| =                                          | Irland                                     | 8                                          |
| =                                          | Island                                     | 8                                          |
| 29                                         | Italien                                    | 7                                          |
| =                                          | Rumænien                                   | 7                                          |
| 31                                         | Armenien                                   | 6                                          |
| =                                          | Rusland                                    | 6                                          |
| 33                                         | Aserbajdsjan                               | 5                                          |
| =                                          | Moldova                                    | 5                                          |
| =                                          | Tjekkiet                                   | 5                                          |
| 36                                         | Hviderusland                               | 4                                          |
| =                                          | Litauen                                    | 4                                          |
| =                                          | Storbritannien                             | 4                                          |
| 39                                         | Cypern                                     | 2                                          |
| =                                          | Israel                                     | 2                                          |
| =                                          | Portugal                                   | 2                                          |
| 42                                         | Ungarn                                     | 1                                          |
| 43                                         | Andorra                                    | 0                                          |
| =                                          | Australien                                 | 0                                          |
| =                                          | Estland                                    | 0                                          |
| =                                          | Georgien                                   | 0                                          |
| =                                          | Jugoslavien                                | 0                                          |
| =                                          | Letland                                    | 0                                          |
| =                                          | Luxembourg                                 | 0                                          |
| =                                          | Marokko                                    | 0                                          |
| =                                          | San Marino                                 | 0                                          |

## Kommentatorer og jurytalsmænd
| År   | Kommentator           | Jurytalsmand          |
| ---- | --------------------- | --------------------- |
| 1993 | Ismeta Dervoz-Krvavac | Dejan Zagorac         |
| 1994 | Ismeta Dervoz-Krvavac | Diana Grković-Foretić |
| 1995 | Ismeta Dervoz-Krvavac | Diana Grković-Foretić |
| 1996 | Suad Bejtović         | Segmedina Srna        |
| 1997 | Diana Grković-Foretić | Segmedina Srna        |
| 1998 | Ismeta Dervoz-Krvavac | Deltog ikke           |
| 1999 | Ismeta Dervoz-Krvavac | Segmedina Srna        |
| 2000 | Ismeta Dervoz-Krvavac | Deltog ikke           |
| 2001 | Ismeta Dervoz-Krvavac | Segmedina Srna        |
| 2002 | Ismeta Dervoz-Krvavac | Segmedina Srna        |
| 2003 | Dejan Kukrić          | Ana Vilenica          |
| 2004 | Dejan Kukrić          | Mija Martina          |
| 2005 | Dejan Kukrić          | Ana Mirjana Račanović |
| 2006 | Dejan Kukrić          | Vesna Andree-Zaimović |
| 2007 | Dejan Kukrić          | Vesna Andree-Zaimović |
| 2008 | Dejan Kukrić          | Melina Garibović      |
| 2009 | Dejan Kukrić          | Laka                  |
| 2010 | Dejan Kukrić          | Ivana Vidmar          |
| 2011 | Dejan Kukrić          | Ivana Vidmar          |
| 2012 | Dejan Kukrić          | Laka                  |
| 2013 | Dejan Kukrić          | Deltog ikke           |
| 2014 | Ingen udsendelse      | Deltog ikke           |
| 2015 | Ingen udsendelse      | Deltog ikke           |
| 2016 | Dejan Kukrić          | Ivana Crnogorac       |

## Galleri
- Deen i Istanbul (2004)
- Marija Šestić i Helsinki (2007)
- Laka i Beograd (2008)
- Vukašin Brajić i Oslo (2010)
- Dino Merlin i Düsseldorf (2011)
- Dalal og Deen i Stockholm (2016)